# Маргеріт Дюрас
Маргеріт Дюрас (фр. Marguerite Duras, справжнє прізвище Доннадьє, фр. Marguerite Donnadieu; 4 квітня 1914 — 3 березня 1996) — французька письменниця, акторка, режисерка та сценаристка.

## Короткий життєпис
Народилася 4 квітня 1914 року в південному В'єтнамі, який тоді був французькою колонією в складі Індокитаю, що належав Франції. Батьки Марґеріт займалися педагогічною діяльністю й переїхали в колонію на заклик французького уряду. Незабаром після її народження батько, що занедужав після прибуття в колонію, покинув родину й повернувся до Франції, де й помер, коли Марґеріт було 4 роки. Мати Марґеріт Дюрас залишилася в Індокитаї з трьома дітьми. Родина жила небагато. Після закінчення школи, у віці 17 років, Марґеріт виїхала до Франції, де вивчала право, а потім працювала секретарем у Міністерстві в справах колоній.
1939 року одружилася з французьким письменником Робером Антельмом (розлучилася з нам 1946 року). Під час Другої світової війни брала участь у Русі Опору разом, була членом комуністичної партії. Тоді ж обрала псевдонім («Дюрас») на честь рідного села батька.
Під час війни почала писати. Здобула популярність після виходу романів «Гребля проти Тихого океану» (1950) і «Моряк з Гібралтару» (1952). Усього за період з 1943 по 1993 роки написала 34 романи. Найвідомішим здобутком Марґеріт Дюрас є автобіографічний роман «Коханець» (1984, український переклад — 2009), за який вона одержала Гонкурівську премію. 1985 року опубліковано роман «Біль», який вона почала писати 1944 року. В його основу лягли щоденники авторки, де описано, як її чоловіка арештували і вислали в Дахау. Марґеріт Дюрас також була кіносценаристкою і кінорежисеркою, зняла близько 20 фільмів. Крім того, проявила себе, як акторка й сама зіграла в декількох своїх фільмах.
Померла 3 березня 1996 року у віці 81 рік в Парижі. Похована на цвинтарі Монпарнас.

## Творчість
Її перший роман «Зухвалі» (1943) був переважно проігнорований публікою. Однак другий твір, «Гребля проти Тихого океану» (1950), вже мав неабияких успіх і ледь не приніс авторці Гонкурівську премію. Міжнародної слави письменниця досягла у 1959 році, написавши сценарій до фільму «Хіросіма, моя любов», в якому вперше було порушено тему приниження та остракізму французьких жінок, звинувачених у так званій «горизонтальній колаборації», насамперед у любовних зв'язках з німецькими окупаційними солдатами, що залишалося табу аж до 1990-х років.
Майже всі її романи були автобіографічними, як-от «Коханець» (1984), за який вона отримала Гонкурівську премію у 1984 році, або «Коханець з Північного Китаю» (1991). В обох творах вона описала своє бурхливе дитинство та ранній любовний досвід в Індокитаї першої половини 20-го століття.
Авторка також активно займалася театральною діяльністю, так у 1965 році вона написала драму «Музика» (La musica). У 1970-х і на початку 1980-х вона також виступала як режисерка, не лише екранізуючи власні опубліковані тексти («Пісня Індії», 1975; «Діти», 1984), але й створюючи самостійні твори для кіно («Вантажівка», 1977). Літературні публікації Дюрас, що з'являлися в цей період, завжди були пов'язані з її кінотворчістю — «Коханець» є першою «суто» літературною публікацією після цього етапу.
Мова Дюрас характеризується великою простотою лексики та структури речень, яка також містить численні еліпсиси, алюзії, невимовлені слова, які, тим не менш, перебувають на задньому плані, а також фрагментарні речення. Її творчість не можна віднести до жодної з основних літературних течій 20-го століття.

## Твори
- Les impudents, 1943
- Un barrage contre le Pacifique, 1950, роман
- Le marin de Gibraltar, 1952, роман, Gallimard.
- Les petites chevaux de Tarquinia, 1953
- Le square, 1955
- Moderato cantabile, 1958
- L'après-midi de monsieur Andesmas, 1962
- Le ravissement de Lol V. Stein, роман, 1964 — Пробудження Лол В. Штайн, український переклад Дарії Бібікової, видавництво Факт, 2006
- Le Vice-Consul, 1965
- L'amante anglaise, 1967
- Détruire, dit-elle, 1969
- Abahn Sabana David, 1970
- L'amour, 1971
- La femme du Gange, 1973, фільм
- Les parleuses, 1974
- INDIA SONG, 1975, фільм
- Baxter, Vera Baxter, 1976, фільм
- Des Journées entières dans les arbres, 1976, фільм
- Le camion, 1977, фільм
- Le camion, 1977
- Les lieux de Marguerite Duras, 1977
- Eden-cinema, 1977, п'єса
- Cesaree, 1979, фільм
- Les mains négatives, 1979, фільм
- Aurelia Steiner, dit Aurelia Melbourne, 1979, фільм
- Aurelia Steiner, dit Aurelia Vancouver, 1979, фільм
- Vera Baxter ou les plages de L'Atlantique, 1980
- L'homme assis dans le couloir, 1980
- L’été 80, 1980
- Les Yeux Verts, 1980
- Agatha, 1981
- Agatha ou les lectures illimitées, 1981, фільм
- Outside, 1981
- La jeune fille et l'enfant, 1981
- Dialogue de Rome, 1982
- L'homme Atlantique, 1981
- L'homme Atlantique, 1982
- Savannah Bay, 1983
- La Maladie de la mort, 1982
- L'Amant, 1984, Коханець — український переклад Романа Осадчука, видавництво А-ба-ба-га-ла-ма-га, 2009
- La Douleur, 1985
- La Musica Deuxième, 1985
- Les Yeux Bleus Cheveux Noirs, 1986
- La Pute De La Côte Normande, 1986
- La Vie Matérielle, 1987
- EMILY L., 1987
- La Pluie D’été, 1990
- L'Amant de La Chine Du Nord, 1991
- Yann Andrea Steiner, 1992
- Ecrire, 1993, Gallimard.
- C'est Tout, 1995